# ジョシュア・フライ・スピード
ジョシュア・フライ・スピード（英: Joshua Fry Speed、1814年11月14日-1882年5月29日）は、アメリカ合衆国ケンタッキー州の農園主および不動産投資家である。イリノイ州スプリングフィールドでエイブラハム・リンカーンと雑貨屋を共同経営し、親友になった。1848年にはケンタッキー州下院議員を務めた。

## 家族
スピードはケンタッキー州ルイビルにあったスピード家の家産であるファーミントンで生まれた。父はジョン・スピード判事、母はルーシー・ギルマー・フライであり、どちらも著名な奴隷所有者の家の出身だった。スピードはこの夫妻の5番目の息子だった。
父のジョン・スピード判事（1772年5月17日-1840年3月30日）はバージニア州シャーロット郡で生まれていた。ジョンは最初にアビー・ルマスター（ -1807年7月）と結婚し、下記4人の子供が生まれたが、2人は夭折した。
- トマス・スピード
- メアリー・スピード（1800年生）
- エリザ・スピード（1805年生）
- ジェイムズ・スピード

ジョンはルーシー・ギルマー・フライ（1788年3月23日-1874年1月27日）と再婚した。ルーシーはバージニア州アルベマール郡で生まれていた。夫妻には下記11人の子供が生まれた。
- トマス・スピード（1809年9月15日-1812年）
- ルーシー・フライ・スピード（1811年2月26日-1893年）、成人してジェイムズ・D・ブレッキンリッジと結婚した
- ジェイムズ・スピード（1812年3月11日-1887年6月25日）
- ピーチー・ウォーカー・スピード（1813年5月4日-1881年1月18日）
- ジョシュア・フライ・スピード（1814年-1882年）
- ウィリアム・ポープ・スピード（1816年4月26日-1863年6月28日）
- スーザン・フライ・スピード（1817年9月30日-1888年）
- メイジャー・フィリップ・スピード（1819年4月12日-1882年11月1日）
- ジョン・スミス・スピード （1821年1月1日-1886年）
- マーサ・ベル・スピード（1822年9月8日-1903年）
- アン・ポープ・スピード（1831年11月5日-1838年）

## 青年時代
スピードは、ケンタッキー州の裕福な家庭の子弟と同様に、バーズタウンのセントジョセフ・アカデミーに通った。父の足跡を辿ることはせず、アメリカ合衆国中西部で運を試すために、1835年にイリノイ州スプリングフィールドに行った。当時のスプリングフィールドは人口1,500人に満たない町だった。そこに到着すると直ぐに商売を始め、また地元新聞の編集を手伝った。

## リンカーンとの付き合い
エイブラハム・リンカーンはスピードより5歳年長だった。スピードは若いリンカーンがイリノイ州下院議員選挙に出馬して、切り株の上で演説しているのを聞いたことがあった。1837年4月15日、リンカーンは若い弁護士として身を立てるために、新しい州都であるスプリングフィールドに移転して、そこでスピードと出遭った。リンカーンはスピードの店の上にあるスピードのアパートを借りてルームメイトとなり、終生変わらぬ友となった。
1840年3月30日、スピードの父ジョンが死亡し、スピードは店を売って、ルイビルに近い両親の大規模プランテーションであるファーミントンに戻るつもりであることを告げた。この頃リンカーンは女性に対してひどく臆病で内気だったが、活発で気まぐれではあるが社交界の女性であるメアリー・トッドと婚約していた。スピードが出発する時が近づき、しかもリンカーンは結婚を控えていた。リンカーンはメアリー・トッドと取り決めていた結婚式の予定（1841年1月1日）を取りやめ婚約を破棄した。スピードは間もなく予定通り出発し、リンカーンは抑鬱と罪の意識の中に取り残された。
7か月後の1841年7月、まだ落ち込んだままのリンカーンがケンタッキー州のスピードを訪れた。スピードはその父から譲り受けた家にリンカーンを迎え、リンカーンはそこで1か月を過ごして気力と体力を回復させた。リンカーンはこのファーミントンに滞在する間。ほとんど毎日ルイビルまで馬で行って、スピードの兄で弁護士であるジェイムズ・スピードと日がな法律問題を話し合った。スピードはファニー・ヘニング（1820年-1902年）と交際を始め、1842年2月15日に結婚した。スピード夫妻は終生添い遂げた。リンカーンはルイビルでスピードのフィアンセに会い、スプリングフィールドに戻った後で、リンカーンとスピードはスピードの結婚に関する疑念について手紙を交わした。リンカーンがスピードの相談に乗り、結婚に進む気持ちにさせた。これに代わって、スピードがリンカーン自身の問題解決に貢献し、リンカーンはメアリー・トッドとの交際を再開した。
リンカーンは大統領職の間（1861年3月4日-1865年4月15日）、何度かスピードに連邦政府の役職就任を提案した。その度にスピードは断り、別のやり方でリンカーンを支援する方法を選んだ。スピードは奴隷制度問題ではリンカーンと意見が一致していなかったが、忠実なままであり、南北戦争の間もケンタッキー州での北軍の活動に協力した。兄のジェイムズ・スピードはリンカーンの招きに応じ、1864年から司法長官を務めた。リンカーンは議会に対する指名の説明で、ジョシュア・スピードほど兄のジェイムズのことは知らないことを認めていた。

## その後の活動
ジョン・ウィルクス・ブースがリンカーンを暗殺した後、スピードはルイビルでこの偉大な指導者のための記念事業を始めた。またリンカーンの後継者であるアンドリュー・ジョンソン大統領（在任1865年4月15日-1869年3月3日）の政権に対する支援を申し出た。一族60人が金を出して、スプリングフィールドのリンカーン記念碑建立に貢献した。またリンカーンの伝記を書き始めようとしていたリンカーンの法律事務所の共同経営者であるウィリアム・ハーンドンに長い手紙を送った。
ジョシュア・スピードは1882年5月29日にルイビルで亡くなった。その遺骸はルイビルのケイブヒル墓地に葬られている。
1999年、作家でゲイ活動家のラリー・クラマーが、リンカーンの性的指向について新しい光を当てる一次史料を見つけたと発表した。しかし、クラマーはこれらの資料を未だに公開していない。それにも関わらず、クラマーは「この史料では、これまで知られていなかったジョシュア・スピードの日記と手紙があり、その中でリンカーンとの関係について記されている」「これらの史料はスピードとリンカーンが住んだ古い店の床下に隠されていたのが見つかり、ダベンポートの個人的なコレクションにされていた」と、あたかも「リンカーンがゲイであった証拠を見つけた」かのように称している。歴史家のガボール・ボリットは、クラマーの文書に言及して、証拠をまったく公開しないことを理由に「これはほぼ確実に大デマだ」と記した。この根拠、証拠のない「ゲイ説騒動」はさらに発展し、このゲイ説をソースに2024年、『lover of men』という映画まで制作・公開されてしまった。ラリー・クラマーをはじめ、多くのゲイ活動家たちはこの映画を「ドキュメンタリー」だと宣伝、称賛している。

## スピードの祖先と子孫
ジョシュア・スピードとその妻のファニー・ヘニングには子供が居なかったが、その甥や姪達数人と密接な関係を続けた。
ジョシュアは古地図制作者で歴史家のジョン・スピード（1552年-1629年7月28日）とその妻スザンナ・ドレイパーから7代の子孫だった。ジョン・スピードはイングランドのチェシャー州ファーンドンで、やはりジョン・スピードの息子として生まれた。その父の出自は不明である。ジョンはロンドンに移り、マーチャント・テイラーの会社の一員になった。その制作した地図は当初本の形になっていたが、大半は破れるか散逸してしまった。著作も有名なものはラテン語で書かれたジェームズ王聖書の家系図があったが、同様に散逸した。ジョンの遺言書には12人の息子と6人の娘がいると記されていた。
6代前は医学博士ジョン・スピード（1595年-1640年5月）とその妻マーガレット・ワーナーだった。ジョンは1603年から1604年にマーチャント・テイラーの学校に入学した。1612年10月にはオックスフォードのセントジョン・カレッジの学生になった。1620年5月3日に学士になった。セントジョン・カレッジのフェローとなり、1628年6月20日に医学博士になった。
5代前はやはり医学博士のジョン・スピード（1628年11月4日-1711年9月21日）であり、オックスフォードシャー州のオックスフォードで生まれた。1640年9月にマーチャント・テイラーの学校に入学した。1644年6月にセントジョン・カレッジのフェローに選出された。1647年または1648年2月1日に学士号を取得した。1648年5月15日、オックスフォード大学から追放され、同年10月にはフェローを取り消された。1660年、チャールズ2世の王政復古に続いて名誉回復された。1660年9月20日に修士号、1666年6月19日に博士号を取得した。1667年頃サウサンプトンに移転し、サウサンプトン市長を2度務めた（1681年-1682年、1693年-1694年）。
4代前はジェイムズ・バーナード・スピード（1679ね9月28日-1719年3月15日）だった。ジェイムズはハンプシャー州のサウサンプトンで生まれ、1695年にバージニア州サリー郡に移民した。1711年9月6日、メアリー・プーリー（1693年頃-?）と結婚した。
3代前はジョン・スピード（1714年2月5日-1785年3月8日）とその妻メアリー・ミントリー（1706年頃-1782年7月1日）だった。母方の曾祖父は民兵大佐ジョン・フライとその妻サラ・アダムズだった。ジョン・フライはジョシュア・フライとメアリー・ミクー・ヒルの息子だった。サラ・アダムズは政治家トマス・アダムズの妹だった。
父方の祖父はアメリカ独立戦争の古参兵ジェイムズ・スピード大尉（1740年3月4日-1811年9月3日）だった。父方の祖母はメアリー・スペンサー（1742年10月20日-1829年3月5日）であり、その父はトマス・スペンサー、母はジュリア・フルーニーだった。母方の祖父はやはりアメリカ独立戦争の古参兵ジョシュア・フライ中尉だった。ジョシュアと同名の人が1785年から1786年にアルベマール郡選出バージニア下院議員となった。母方の祖母はピーチー・ウォーカーであり、トマス・ウォーカーとキャッスルヒルのミルドレッド・ソーントン・メリウェザーの娘だった。